# Infektionsepidemiologisches Jahrbuch
Ein Infektionsepidemiologisches Jahrbuch (IEJ) enthält die nationalen Auswertungen der gemeldeten Daten über alle dokumentierten Infektionen und ihre Verbreitungsgebiete und -zeiträume innerhalb eines Jahresverlaufs.

## Zielsetzung
Ziel eines wissenschaftlichen Jahrbuchs ist es, einen qualifizierten Zwischenbericht über die Resultate der im erfassten Zeitraum angefallenen Datenerhebungen, statistischen Auswertungen und Studien zu liefern. Für die Infektionsepidemiologie heißt das, dass die in den deutschen Gesundheitsämtern und Kliniken gesammelten gemeldeten Daten, die vom für Deutschland zuständigen zentralen Forschungsinstitut, dem Robert Koch-Institut, daraus erarbeiteten Statistiken, Bekämpfungsmaßnahmen und Präventionskonzepte und ihre Ergebnisse im Jahrbuch zusammengefasst der (Fach-)Öffentlichkeit vorgelegt werden.
Das Robert Koch-Institut nennt die von ihm herausgegebenen IEJ eine „Voraussetzung für die Entwicklung und Beurteilung gesundheitspolitischer Präventionskonzepte und für effektive Bekämpfungsmaßnahmen zum Schutz der Bevölkerung“.